# Kanton Saint-Maixent-l'École-2
Kanton Saint-Maixent-l'École-2 (fr. Canton de Saint-Maixent-l'École-2) je francouzský kanton v departementu Deux-Sèvres v regionu Poitou-Charentes. Skládá se ze sedmi obcí.

## Obce kantonu
- Exireuil
- Nanteuil
- Romans
- Sainte-Eanne
- Sainte-Néomaye
- Saint-Maixent-l'École (část)
- Saint-Martin-de-Saint-Maixent
- Souvigné